# Прапор Великого Бичкова
Пра́пор Великого Бичкова затверджений на засіданні 14 сесії 5 скликання Великобичківської селищної ради у 2007році.

## Опис
У центрі квадратного жовтого полотнища прапора два чорних бики з жовтими очима і ніздрями.

## Історія

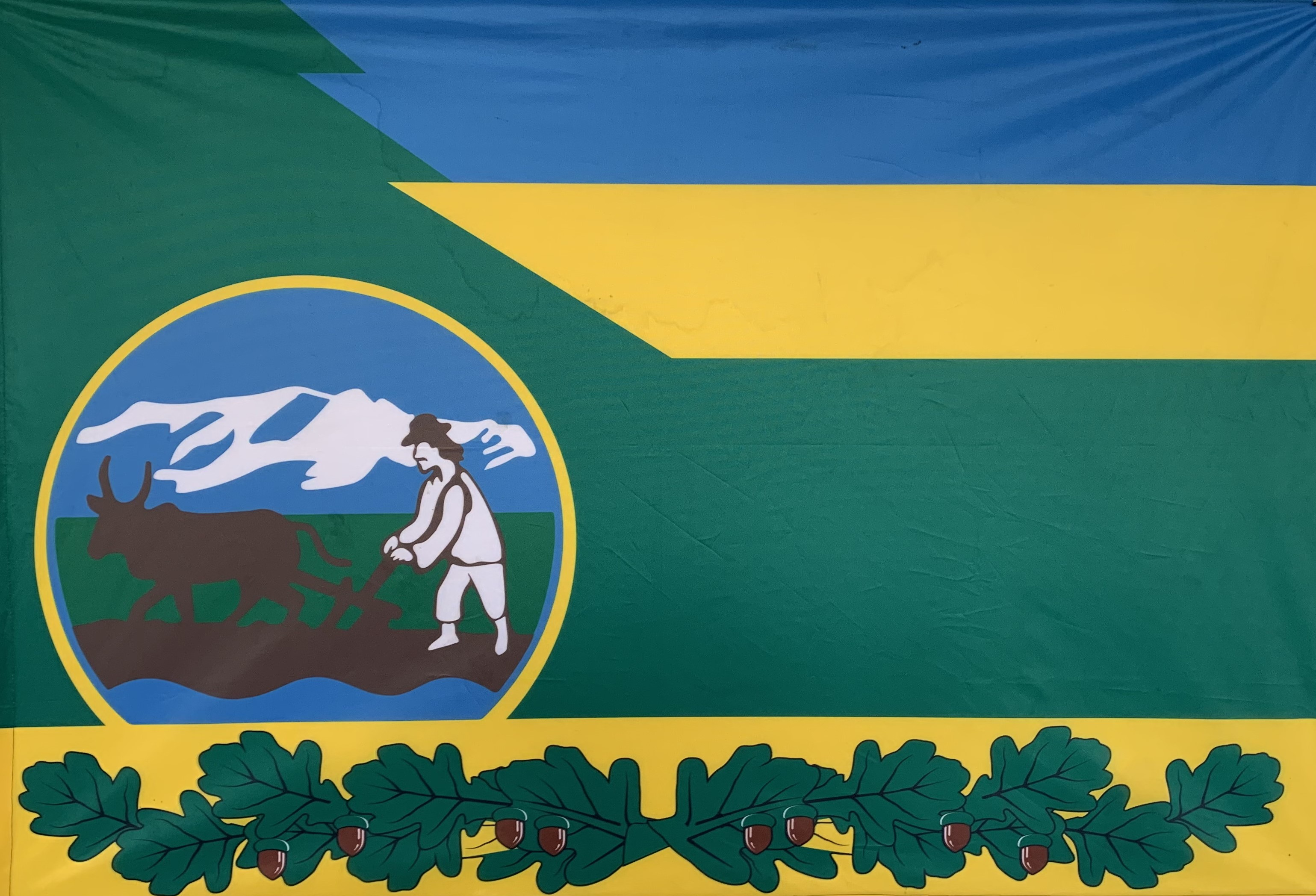
Прапор затверджений в 2007 р.

Прямокутне полотнище з співвідношенням сторін 2:3 складається з двох горизонтальних смуг зеленого і жовтого кольорів (3:1). У верхньому вільному куті прапора дві смуги блакитного та жовтого кольорів, скошені зліва. На перетині смуг біля древка щиток: в блакитному полі зелена вписана гора з білими скелями, перед якою на чорній землі орач в білому одязі, капелюсі і взутті оре чорним плугом, запряженим чорним биком. Хвилястий край, завершений блакитним, перетятий білим і жовтим. У центрі жовтої смуги дві зелені дубові гілки. Ширина смуг у верхньому кутку становить 1/5 ширини прапора.